# NGC 2027
NGC 2027（也稱為ESO 86-SC13）是位於劍魚座的一個疏散星團。它在1826年11月6日被詹姆士·敦洛普發現，視星等12等，是大麥哲倫星系中的成員。它的表觀直徑是0.7 弧分。